# Pakabsidia himachalica
Pakabsidia himachalica es una especie de coleóptero de la familia Cantharidae.

## Distribución geográfica
Habita en Himachal Pradesh (India).